# Game & Watch Gallery 3
 (octobre 2018).
Si vous disposez d'ouvrages ou d'articles de référence ou si vous connaissez des sites web de qualité traitant du thème abordé ici, merci de compléter l'article en donnant les références utiles à sa vérifiabilité et en les liant à la section « Notes et références ».
Game and Watch Gallery 3 est le troisième opus de la série des Game and Watch Gallery. Il sortit en 1999 pour le Game Boy Color. Il est connu sous le nom de Game Boy Gallery 3 (ゲームボーイギャラリー3, Gēmu Bōi Gyararii 3) au Japon, et Game Boy Gallery 4 en Australie.

## Jeux
Il contient les jeux suivants :
- Egg : Yoshi doit avaler les cookies lorsqu'ils sortent du four.
- Greenhouse : Yoshi doit protéger ses plantes des singes et des Shyguys en crachant des graines de melon.
- Turtle Bridge : Toad doit relayer des paquets entre Mario et Peach, en utilisant un pont formé par des tortues.
- Mario Bros. : Très différent du jeu d'arcade du même nom, ce jeu met en scène Mario et Luigi qui doivent faire avancer des cakes sur un tapis roulant. Le joueur contrôle les deux frères avec des boutons différents dans deux versions du jeu.
- Donkey Kong Jr. : Un peu différent du jeu d'arcade, ce jeu montre Donkey Kong Jr. qui doit sauver son père enfermé dans une cage, en passant par plusieurs niveaux de plate-forme.

Ainsi que les jeux suivants à débloquer:
- Judge
- Flagman
- Lion
- Spitball Sparky
- Donkey Kong II
- Fire